# Конрад (король Італії)
Конрад II (*Conrad II, 12 лютого 1074 — 27 липня 1101) — король Німеччини у 1087—1098 роках (як Конрад III), король Італії у 1093—1098 роках (як Конрад II)

## Життєпис
Походив з Салічної династії. Був другим сином Генріха IV, імператора Священної Римської імперії і Берти Савойської. Старший брат Конрада, Генріх, народився в серпні 1071 року і в цьому ж місяці помер. У 1075 році оголошено спадкоємцем батька.
1076 року після смерті герцога Годфріда IV Конрад отримав від батька титули герцога Нижньої Лотарингії. Проте фактичним урядовцем герцогства став Альбрехт III, графа Намюра. У цьому ж році Конрад супроводжував свого батька на шляху до Безансону, а 1077 році до замку Каносса в Італії. 1079 року, коли Генріх IV повернувся до Німеччини, Конрада залишили в Італії, доручивши турботі Тедальда, архієпископа Мілану, та Дені, єпископа П'яченци. У 1080 році брав участь у поході проти Матільди Тосканської.
1081 року розпочалися перемовини щодо шлюбу Конрада з донька Річарда Гвіскара, герцога Апулії, втім невдало. Того ж року Конрад стає віце-королем Італії. У 1087 році Конрада був обраним королем Німеччини і коронованим 30 травня в Ахені архієпископом Кельнським Зіґевіном фон Аре. Він став офіційним спадкоємцем свого батька. Водночас вимушений був зректися титулу герцога Нижньої Лотарингії, яким став Готфрід Бульйонський. Того ж року померла його мати. У січні 1088 році Конрад повернувся до Італії.
У 1089 році батько оженився на Євпраксії Всеволодівні, доньці великого київського князя Всеволода Ярославича. Незабаром імператор став підозрювати дружину в подружній зраді і навіть в зв'язку зі Конрадом. Імператор відняв у неї належні почесті і тримав її в такій суворості, що це було схоже на тюремне ув'язнення. Коли ж Конрад заступився за мачуху, батько розлютився і звинуватив його в тому, що він не його син, а син одного вельможі, на якого юнак дійсно був дуже схожий.
Вороги негайно скористалися незлагодою між батьком і сином. Разом з тим протягом 1090—1091 років Конрад залишався на боці Генріха IV, продовжуючи протистояння з ворогами імператора в Італії. У 1091 році після смерті маркграфині Аделаїди, імператор надав Конраду титул і володіння маркграфства Туринського. 1092 року Конрад рушив у похід проти Боніфація I, маркграфа Савони.
Під впливом маркізи Матильди Тосканської, що увійшла до нього в довіру, і його мачухи Євпраксії, Конрад 1093 року приєднався до папського табору, що стояв проти імператора Генріха IV, таким чином ставши ворогом свого батька.
Святкуючи в Павії Великдень 1093 року імператор дізнався, що син повстав проти нього і з'єднався з його супротивниками. Ломбардські міста Мілан, Кремона, Лоді і П'яченца відклалися від Генріха IV і стали на бік його сина. 1093 року Ансельм III, архієпископ Міланський, коронував в Мілані Конрада королем Італії. Також можливо Конрада було короновано в Монці, де зберігалася Залізна корона Ломбардії.
Генріх IV впав духом, замкнувся в замку поблизу Верони і в пориві відчаю хотів заколотися, друзі ледь утримали його від самогубства. Незабаром з-під варти до Матильди втекла імператриця Євпраксія.
У 1095 році на раді міста П'яченци Конрад підтвердив звинувачення Євпраксії, в яких вона стверджувала, що Генріх IV належав до секти ніколаїтів, брав участь в їх оргіях. Незабаром після цього в Кремоні він поклявся бути лояльним до папи римського Урбана II, став водити під вузди папську кінь, що було символічним жестом смирення. У свою чергу Урбан II обіцяв йому імператорську корону. В цьому ж році папа римський влаштував шлюб Конрада з донькою графа Сицилійського.
На Констанцському соборі Євпраксія оголосила, що чоловік примушував її до перелюбства, щоб тим легше було потім з нею розлучитися. Священики взяли бік імператриці, оголосили її шлюб розірваним і дозволили їй повернутися на батьківщину до Києва.
Конрад, король Італії та Німеччини, став готуватися до захоплення імператорської корони. Втім 1096 року з особистих міркувань на бік Генріха IV перейшов граф Вельф V, чоловік Матильда Тосканської. Слідом за цим на бік імператора перейшов батька Вельфа — герцог Баварії. В свою чергу Генріх IV затвердив за ними володіння Баварією. Примирення з могутніми Вельфами відразу змінило співвідношення сил на користь імператора. Водночас сам Конрад поринув у протистояння з прихильниками батька в Італії й не наважився рушити до Німеччини.
У грудні 1097 року Бертольд Церінген, що мав вплив в Бургундії та Швабії, вступив в мирні переговори з імператором. Генріх IV передав йому у володіння Західну Швабію з герцогським титулом, і з цього часу Бертольд став його вірним васалом. У тому ж році Генріх IV повернувся до Німеччини. У 1098 році він скликав рейхстаг в Майнці, на якому Конрада за заколот, піднятий проти батька, було позбавлено прав на корону, а спадкоємцем оголошено молодшого сина Генріха.
Після цього Конрад втратив владу над політичними подіями в Італії і розчарувавшись у своїх союзниках, відмовився воювати з батьком. Він оселився у володіннях Матільди Тосканської, відійшовши від справ.
27 липня 1101 року Конрад помер у Флоренції у віці 27 років, вже не маючи титулів короля Німеччини та Італії. Його було поховано в церкві Санта-Репарата,зараз кафедральний собор Флоренції.

## Родина
Дружина — Констанція, донька Рожера I, графа Сицилії
Діти: не було